# Morristown (Minnesota)
Morristown – miasto w Stanach Zjednoczonych, w stanie Minnesota, w hrabstwie Rice.